# Arrondissement des Cayes
Arrondissement des Cayes (franska: Cayes) är ett arrondissement i Haiti.   Det ligger i departementet Sud, i den sydvästra delen av landet, 160 km väster om huvudstaden Port-au-Prince. Antalet invånare är 272 100. Arean är 873 kvadratkilometer.
Terrängen i Arrondissement des Cayes är varierad.